# 366일 (영화)
《366일》(일본어: 366日, 영어: 366 Days)는 2025년 1월에 공개한 일본의 로맨스, 멜로 영화이다.

## 출연진

### 주연
- 아카소 에이지 - 마키야 미나토 역
- 카미시라이시 모카 - 타마시로 미우 역
- 나카지마 유토 : 카요다 류세이 역

### 조연
- 타마시로 티나 - 모치즈키 카스미 역
- 이나가키 쿠루미 - 카요다 히마리 역
- 사이토 준 - 킨조 코타로 역
- 쿠니나카 료코 - 타마시로 아카리 역
- 스기모토 텟타 - 타미시로 카즈마 역

### 우정출연
- 미조바타 준페이 - 타치바나 료타 역
- 이시다 히카리 - 마키야 유키코 역